# Hyperythra rubricata
Hyperythra rubricata är en fjärilsart som beskrevs av W. Warren 1898. Hyperythra rubricata ingår i släktet Hyperythra och familjen mätare. Inga underarter finns listade i Catalogue of Life.